# Урал-мару
«Урал-мару» (яп. 龍田丸 Урару мару) — японский грузопассажирский лайнер 1928 года постройки. Во время Второй мировой войны использовался в качестве транспорта и госпитального судна. 27 сентября 1944 года судно было торпедировано американской подлодкой USS Flasher (SS-249) и затонуло, унеся жизни почти 2000 человек.

## История постройки
Постройка грузопассажирского судна «Урал-мару» была закончена в 1929 году на верфи Мицубиси в Нагасаки для компании «Осака сёсэн кайся». Лайнер использовался на регулярных рейсах между Кобэ и Осакой в Японии и Далянем в Квантунском губернаторстве. В первый рейс «Урал-мару» вышел 12 апреля 1929 года.
Осенью 1934 года мощный тайфун Мурото достиг Осаки, в результате находившийся в порту «Урал-мару» получил повреждения.

## Военная служба
В 1937 году, с началом японо-китайской войны, «Урал-мару» был реквизирован Императорской армией и переоборудован в госпитальное судно. С 13 октября 1937 года по февраль 1938 года «Урал-мару» перевозил больных и раненых солдат в Японию.
В ноябре 1941 года, после недолгого возвращения к коммерческой эксплуатации,  «Урал-мару» снова был реквизирован и использовался в качестве транспорта для доставки солдат и военного имущества из главной базы в Хиросиме в различные порты Юго-Восточной Азии, включая Сайгон, Сингапур, Филиппины, Рабаул, Рангун и Палау. В феврале 1943 года лайнер вновь переоборудован в госпитальное судно — в соответствии с международными соглашениями корпус был покрашен в белый цвет, по бортам добавлены большие красные кресты.
3 апреля 1943 года, во время эвакуации 50 раненых солдат с Гуадалканала, «Урал-мару» получил лёгкие повреждения в результате атаки американского бомбардировщика B-17. После прибытия в Осаку этот инцидент был широко освещён японской прессой как военное преступление.

## Потопление
В свой последний рейс «Урал-мару» отправился из Сингапура в тайваньский Такао с заходом в оккупированное Японией королевство Саравак, где на борт были приняты раненые, медсёстры и несколько «женщин для утешения». Также этим рейсом следовали десять кадетов Индийской национальной армии, направлявшихся в Японию для обучения, из которых в последовавшей катастрофе погиб лишь один — Бишан Сингх.
«Урал-мару» был торпедирован американской подлодкой USS Flasher (SS-249) в Южно-Китайском море и затонул 27 сентября 1944 года в точке 15°40′ с. ш. 117°18′ в. д.. Погибло около 2000 человек. Выжившие были подобраны патрульными катерами, 120 из них пересажены на борт танкера «Дзуйё-мару». 1 октября этот танкер был потоплен подлодкой «USS Cabrilla (SS-288)», в результате погибли 45 человек из числа пассажиров «Урал-мару» и 21 человек из экипажа танкера.